# Helge Jørgensen
Helge Jørgensen (17 de setembro de 1937) é um ex-futebolista dinamarquês, que atuava como meia.

## Carreira
Helge Jørgensen fez parte do elenco da Seleção Dinamarquesa de Futebol que disputou a Eurocopa de 1964.

## Ligações Externas
- Perfil em FIFA.com (em inglês)